# کوچولوها
کوچولوها (اسپانیایی: Chiquititas‎) یک سریال موزیکال کودکانه آرژانتینی است که توسط کریس مورنا خلق و تولید شده است. در این فیلم رومینا یان و آگوستینا چری بازی کردند.